# 隧道 (電影)
是2016年上映的一部韓國災難劇情片，由《走到尽头》導演金成勳執導，河正宇、裴斗娜、吳達庶主演。此片根據同名小說改編，講述一位男子被困在隧道之後為了脫離險境孤軍奮鬥的過程，2016年8月10日在韓國上映。

## 演員陣容

### 主要人物
- 河正宇 飾演 李正秀
- 裴斗娜 飾演 世賢
- 吳達庶 飾演 金大慶

### 其他人物
- 鄭石勇 飾演 崔班長
- 朴赫權 飾演 政府官僚
- 南志鉉 飾演 美娜[8]
- 申正根 飾演 姜團長
- 趙賢哲 飾演 老么隊員
- 柳承穆 飾演 趙記者
- 李哲民 飾演 徐處長
- 朴真宇 飾演 輔佐官
- 芮秀貞 飾演 老母親
- 徐賢宇 飾演 SNC同僚記者
- 韓秀賢（朝鲜语：한수현 (배우)） 飾演 無人機技術員
- 李昌直（朝鲜语：이창직） 飾演 老工人
- 李尚熙 飾演 YTN記者
- 金昇勳（朝鲜语：김승훈 (배우)） 飾演 聽證會主持人
- 鄭勝吉（朝鲜语：정승길） 飾演 聽證會參加者
- 金秀珍 飾演 聽證會參加者
- 周錫泰 飾演 道路公司職員
- 陳善圭 飾演 裝備負責人
- 安世浩（朝鲜语：안세호） 飾演 鑽探隊員
- 金成圭 飾演 市民團體

### 特別出演
- 李東辰（朝鲜语：이동진 (영화 평론가)） 飾演 電台DJ
- 金鍾洙 飾演 鑽探幹部
- 黃炳國（朝鲜语：황병국） 飾演 加油站社長
- 崔貴華 飾演 第二隧道關係者
- 裴侑藍 飾演 119隊員
- 金善慶 飾演 餐廳老闆
- 金海淑 飾演 長官
- 成秉淑 飾演 世賢的母親

## 製作
主体拍摄於2015年11月10日開始，2016年2月殺青。

## 獎項紀錄
| 年份   | 頒發禮                     | 獎項                      | 入圍者       | 結果 | 備註          |
| 2016年 | 第37屆韓國電影評論家協會獎 | 年度十佳電影              | 《失控隧道》 | 獲獎 | [ 10 ]        |
| 2016年 | 第69屆瑞士羅加諾國際電影節 | 國際矚目大獎              | 《失控隧道》 | 提名 |               |
| 2016年 | 第53屆大鐘獎               | 最佳男主角                | 河正宇       | 提名 | [ 11 ]        |
| 2016年 | 第53屆大鐘獎               | 最佳女主角                | 裴斗娜       | 提名 | [ 11 ]        |
| 2016年 | 第53屆大鐘獎               | 最佳男配角                | 吳達庶       | 提名 | [ 11 ]        |
| 2016年 | 第53屆大鐘獎               | 最佳技術                  | 金南植 等    | 提名 | [ 11 ]        |
| 2016年 | 第53屆大鐘獎               | 最佳剪輯                  | 金昌柱       | 提名 | [ 11 ]        |
| 2016年 | 第37屆青龍電影獎           | 最佳劇本                  | 金成勳       | 提名 | [ 12 ] [ 13 ] |
| 2016年 | 第37屆青龍電影獎           | 最佳技術                  | 金南植       | 提名 | [ 12 ] [ 13 ] |
| 2016年 | 第37屆青龍電影獎           | 最佳男配角                | 吳達庶       | 提名 | [ 12 ] [ 13 ] |
| 2016年 | 第37屆青龍電影獎           | 最佳男主角                | 河正宇       | 提名 | [ 12 ] [ 13 ] |
| 2016年 | 第37屆青龍電影獎           | 最佳女主角                | 裴斗娜       | 提名 | [ 12 ] [ 13 ] |
| 2016年 | 第37屆青龍電影獎           | 人氣明星獎                | 裴斗娜       | 獲獎 | [ 12 ] [ 13 ] |
| 2016年 | 第37屆青龍電影獎           | 最佳剪輯                  | 金昌柱       | 提名 | [ 12 ] [ 13 ] |
| 2017年 | 第26屆釜日電影獎           | 最佳女配角                | 裴斗娜       | 提名 |               |
| 2017年 | 第22屆春史國際電影節       | 最佳男主角                | 河正宇       | 獲獎 | [ 14 ] [ 15 ] |
| 2017年 | 第22屆春史國際電影節       | 最佳女配角                | 裴斗娜       | 提名 | [ 14 ] [ 15 ] |
| 2017年 | 第53屆百想藝術大獎         | 電影部門 男子演技獎       | 河正宇       | 提名 |               |
| 2017年 | 第53屆百想藝術大獎         | 電影部門 最優秀男子演技獎 | 河正宇       | 提名 |               |
| 2017年 | 第53屆百想藝術大獎         | 電影部門 女子配角獎       | 裴斗娜       | 提名 |               |
| 2017年 | 第19屆亞洲影評人協會獎     | 最佳女配角                | 裴斗娜       | 提名 |               |
| 2017年 | 第35屆布魯塞爾國際奇幻影展 | 評審團獎                  | 《失控隧道》 | 獲獎 |               |

## 外部連結
- NAVER上《隧道》的資料
- Daum上《隧道》的資料

- 韩国电影数据库（KMDb）上《隧道》的資料
- Box Office Mojo上《隧道》的资料（英文）
- 互联网电影数据库（IMDb）上《隧道》的资料（英文）
- Metacritic上《隧道》的資料（英文）
- 爛番茄上《隧道》的資料（英文）
- 豆瓣电影上《隧道》的資料 （简体中文）